# Canoagem nos Jogos Pan-Americanos de 2023 - C-1 slalom feminino
A prova do C-1 slalom feminino da canoagem nos Jogos Pan-Americanos de 2023 foi disputada em 28 e 29 de outubro de 2023 no Rio Aconcagua, em Los Andes. Um total de seis canoístas, cada uma representando um Comitê Olímpico Nacional (CON), participaram do evento.

## Calendário
Horário local (UTC−3).
| Data          | Hora  | Fase          |
| ------------- | ----- | ------------- |
| 28 de outubro | 9:52  | Eliminatórias |
| 29 de outubro | 9:52  | Semifinais    |
| 29 de outubro | 11:20 | Finais        |

## Medalhistas
| Ouro   | BRA Ana Sátila          |
| Prata  | CAN Lois Betteridge     |
| Bronze | PAR Ana Paula Fernandes |

## Resultados
Devido ao número de participantes, todas as seis canoístas participaram das eliminatórias, da semifinal e da final, onde as medalhistas foram definidas.
| Pos.              | Canoísta                | Eliminatórias | Eliminatórias | Eliminatórias | Eliminatórias | Eliminatórias | Eliminatórias | Semifinal | Semifinal | Semifinal | Final  | Final | Final |
| Pos.              | Canoísta                | Descida 1     | Pen.          | Descida 2     | Pen.          | Melhor        | Pos.          | Tempo     | Pen.      | Pos.      | Tempo  | Pen.  |       |
| ----------------- | ----------------------- | ------------- | ------------- | ------------- | ------------- | ------------- | ------------- | --------- | --------- | --------- | ------ | ----- | ----- |
| Medalha de ouro   | BRA Ana Sátila          | DSQ           | 0             | 87.78         | 0             | 87.78         | 1             | 324.05    | 156       | 6         | 108.52 | 4     |       |
| Medalha de prata  | CAN Lois Betteridge     | 91.94         | 0             | 101.04        | 6             | 91.94         | 2             | 122.18    | 4         | 1         | 119.69 | 6     |       |
| Medalha de bronze | PAR Ana Paula Fernandes | 121.29        | 8             | 108.94        | 4             | 108.94        | 5             | 204.70    | 58        | 5         | 160.97 | 10    |       |
| 4                 | ARG Nerea Castiglione   | 151.66        | 50            | 98.84         | 0             | 98.84         | 3             | 182.65    | 54        | 3         | 184.72 | 60    |       |
| 5                 | USA Marcella Altman     | 107.05        | 8             | 100.47        | 2             | 100.47        | 4             | 149.51    | 10        | 4         | 186.81 | 62    |       |
| 6                 | CHI Emilia Retamales    | 248.49        | 108           | 230.77        | 102           | 230.77        | 6             | 273.56    | 108       | 2         | 350.04 | 162   |       |